# Ana Valeria (Anaís)
Ana Valeria (Cuautla de Morelos, Morelos, México), antes conocida como Anaís, es una cantante mexicana conocida por el reality Operación Triunfo México. Fue integrante del grupo pop Sólo 5 conformado por algunos de los expulsados del reality.

## Biografía
Anaís Jiménez Bautista, nació en Cuautla de Morelos un 8 de abril. Fue autodidacta en canto y música, y antes de ser famosa fue parte del grupo Anaís y su grupo Momo, además, cantaba en un restaurante en Cuernavaca.
Como solista lanzó su primer disco titulado A donde vayas. El primer sencillo fue Sultán Patán estuvo en la radio en los primeros lugares de popularidad en Morelos. 
En 2002 hace casting para Operación Triunfo México, donde pasó todos los filtros y logró ser parte de los 16 concursantes principales del certamen. Es presentada como Anaís y durante su estancia tuvo participaciones musicales con artistas como OV7, Alejandro Fernández y Alejandra Guzmán. En la tercera gala, la cantante Lupita D'Alessio, halagó el dueto que realizó junto a su compañera Darina con el tema Mujer contra mujer, manifestando que tenían todo para grabar un disco. Después de dos nominaciones, Anaís fue expulsada en la quinta gala.
En agosto del mismo año, bajo el sello de BMG presentan el grupo musical Sólo 5 conformado por Anaís, Mar Contreras, Josué, Ángel y Judith Leyva. Como grupo lograron vender 50,000 copias del material Más y más, del cual se desprendió el sencillo con el mismo nombre que logró ocupar los primeros lugares de las listas de popularidad en el país. El tema se hizo popular y logró ubicarse durante cinco semanas en el primer lugar de la cadena LOS40 México. Lanzan el segundo sencillo titulado Punto Límite, del que graban su primer videoclip e inician una gira por toda la República Mexicana. Finalmente lanzan como tercer sencillo Mirame bien. De manera repentina se dio la fusión de las disqueras Sony y BMG, afectando a muchos artistas, entre ellos Solo 5, que debido a esta situación y a pesar de la aceptación que tuvieron por parte del público mexicano, decidieron que el grupo no debía seguir. 
Trabajó para The Walt Disney Company haciendo teatro musical. Colaboró en la obra 100 años de magia con el papel protagónico de Pocahontas en la Ciudad de México y el segundo año en Costa Rica. Ha hecho grabaciones y doblajes para Disney Channel.
En 2007 se muda a Los Ángeles CA, con el propósito de iniciar una nueva vida y buscar nuevas oportunidades en la música. Fue corista de la cantante Noelia, haciendo una gira por el sur de los Estados Unidos y México. Tiempo después, se une al equipo del cantante Marco Antonio Solís "El Buki" haciendo una gira internacional por Estados Unidos, México y Centroamérica y finalmente con la llamada "Reyna del pueblo" Graciela Beltrán. Ha trabajados haciendo "jingles" para importantes radiodifusoras latinas en Estados Unidos.
Después de estar algunos años alejada de los reflectores, viviendo en el extranjero, es en 2010 que vuelve como Ana Valeria a la televisión en el programa de televisión Duetos de Estrella TV junto a artistas como Sergio Antonio, Evelyn Nieto, Luis de Alba Jr , Zulmara, entre otros.
Para 2011, se estrena como compositora en un proyecto llamado Luna Azul, una campaña en México en contra de la violencia en el noviazgo. Ya como Ana Valeria, vuelve a la mésica, Aunque realmente nunca se retiró ni olvidó su sueño musical, los fanes de Operación Triunfo México, volvieron a tener noticias de Anaís. Reaparece como solista con su nuevo disco titulado "Ana Valeria".  El álbum, de género pop/rock es producido por Fausto Juárez e incluye temas de Ana, así como del señor Fausto Juárez. De este material se desprende su primer sencillo titulado No puedo más, este tema estuvo disponible a partir del 14 de febrero de 2011 de manera digital, a través de iTunes y en todas las tiendas digitales a nivel mundial.
En septiembre del mismo año es invitada a participar como corista en la primera edición del talent show La voz México en los Shows en vivo, promociona su segundo sencillo titulado Hoy estoy sin ti.

## Música

### Discografía
- Anaís y su grupo Momo - 2000
- Operación Triunfo (Gala 0 - Gala 5) - 2002
- Operación Triunfo, Homenaje a Cri-cri - 2002
- Operación Triunfo, Gala Ranchera - 2002
- Operación Triunfo, Grandes Éxitos - 2002
- Solo 5 - Más y más - 2002[4]
- Ana Valeria - No puedo más - 2012

#### Operación Triunfo
- Gala 0 - Me cuesta tanto olvidarte (Mecano)
- Gala 1 - Muriendo lento (Timbiriche)
- Gala 2 - I’m so excited (Pointer Sisters)
- Gala 3 - Mujer contra mujer (Mecano)
- Gala 4 - No podrás (Cristian Castro)
- Gala 5 - Ojos así (Shakira)

#### Solo 5
- Más y más (2002)

#### Ana Valeria
- No puedo más (sencillo) (2011)
- Hoy estoy sin ti (sencillo) (2012)

### Sencillos
- Sultan Patán - Anais y su grupo Momo (2000)
- A donde vayas - Anaís y su grupo Momo (2000)
- Más y más - Solo 5 - (2002)
- Punto límite - Solo 5 - (2003)
- Mírame bien - Solo 5 - (2003)
- No puedo más - (2011)
- Hoy estoy sin ti - (2012)

## Televisión

### Reality Shows / Concursos
- La voz México (2011) - Televisa
- Duetos (2010) - Estrella TV
- Operación Triunfo México (2002) - Televisa

## Teatro
- 100 Años de Magia - Pocahontas (2006)